# دلما رشدی ملحس
دلما رشدی ملحس یک سوارکار اهل کشور عربستان سعودی است. وی نخستین زن سوارکار از این کشور است که در المپیک تابستانی شرکت کرده‌است. او در افتتاحیه بازی‌های المپیک تابستانی جوانان ۲۰۱۰ نیز حضور یافت. وی در سن بیست سالگی مدال نقرهٔ انفرادی را در بازیهای سنگاپور بدست آورد. دلما رشدی ملحس در کمیته بین‌المللی المپیک از سرشناسترین نامهایی بود که نامش آورده شده بود.

## زندگی‌نامه
دلما رشدی در سال ۱۹۹۲ و در اوهایو به دنیا آمده‌است. او به زبان‌های انگلیسی، فرانسه و عربی تسلط دارد. دلما در سن ۴ سالگی سوارکاری را آغاز کرده‌است. در سن ۱۲ سالگی به رم رفت و در آنجا تحت نظارت دوچیو باتولوچی مربی پیشین تیم ملی پرش با اسب ایتالیا در مسابقات حرفه‌ای تر شرکت کرد. پس از آن او به فرانسه سفر کرد و در مرکز سوارکاری فرسان که در شانتیئی قرار دارد آموزش دید.